# Radiotelescópio de São Gião
O radiotelescópio de São Gião situa-se na freguesia de São Gião, Portugal. Foi construído em 2015, tendo sido inaugurado em dezembro do mesmo ano. O telescópio do tipo gregoriano tem um diâmetro de 9.3 m. É (com dados de 2019) o maior radiotelescópio em Portugal. Dois motores trifásicos controlam o azimute e a elevação com uma precisão de 0.01 graus. O reflector principal é composto de uma superfície sólida permitindo observações de frequências até 22GHz.
É usado para observar a linha espectral de hidrogénio da nossa galáxia e sinais maser cósmicos de berçários de estrelas bem como de evoluções tardias no ramo assimptótico das estrelas gigantes ou estrelas do tipo OH/IR. A frequência usada na linha espectral do hidrogénio é 1.42GHz e os sinais maser cósmicos são medidos em 1.612GHz bem como em 12GHz.
Resultados obtidos com o radiotelescópio foram apresentados na EUCARA 2016 em Dwingeloo, Holanda e na ASTROFESTA 2018 em Constância, Portugal. Dados e métodos deste telescópio são referenciados por diversas universidades como, por exemplo, a Western Kentucky University e ainda por sociedades como a Ofiuco e a Society of Amateur Radio Astronomers.
Uma reportagem do jornal da Correio da Beira Serra, sobre o radiotelescópio de São Gião, pode ser consultada aqui